# QRP
QRP – skrót używany w krótkofalarstwie, oznaczający nadawanie przy zmniejszonym poziomie mocy nadajnika, bez utraty możliwości prowadzenia łączności. Termin QRP pochodzi ze standardowego kodu Q używanego w radiokomunikacji. Stosuje się skróty „QRP” – Zmniejsz moc i „QRP?” Czy powinienem zmniejszyć moc?. Przeciwieństwem QRP jest QRO (praca z dużą mocą).
Większość entuzjastów QRP zgadza się, że dla CW, AM, FM i emisji cyfrowych użyteczna moc nadajnika powinna wynosić nie więcej niż 5 W, nie ma natomiast zgody co do maksymalnej mocy użytecznej dla SSB, niektórzy twierdzą, że moc nie powinna być większa niż 10 W PEP, inni uważają, że granica ta powinna wynosić 5 W. QRPers (slang: pracujący małą mocą) są znani z używania mocy poniżej 5 W, czasami używają mocy 100 mW lub mniejszej (QRPp, czyli praca z bardzo małą mocą).
Z uwagi na małą moc takie łączności mogą być trudne, co entuzjaści QRP próbują nadrobić używając skuteczniejszych systemów antenowych i doskonaląc swoje umiejętności operatorskie. Praca QRP jest szczególnie popularna wśród operatorów CW oraz tych, którzy używają nowych emisji cyfrowych.

## Zawodyidyplomy
Zarówno w Polsce, jak i na całym świecie organizowanych jest dorocznie wiele zawodów krótkofalarskich QRP, np. SP-QRP Contest.
Typowym dyplomem jest wydawany przez QRP Amateur Radio Club International dyplom 1000 Miles per Watt, dostępny dla wszystkich, którzy przedstawią potwierdzenia łączności (karty QSL).
QRP ARCI oferuje też specjalne dyplomy za łączności QRP, takie jak:
- QRP DXCC
- Worked All Continents
- Worked All States
- Worked All Zones i wiele innych.